# Thiessow
Thiessow est une commune sur l'île de Rügen, dans l'arrondissement de Poméranie-Occidentale-Rügen, Land de Mecklembourg-Poméranie-Occidentale.

## Géographie
La station balnéaire se situe sur la péninsule de Mönchgut, au sud-est de l'île, à l'intérieur de la réserve de biosphère du sud-est de Rügen. Son territoire en forme de crochet comprend des presqu'îles de Klein Zicker et de Südperd séparant le Zicker See, l'île de Klein Zicker est entouré de la baie de Greifswald et de la mer Baltique.

## Histoire
Le village est mentionné pour la première fois en 1360 sous le nom de "Tisowe", lors de la vente de la péninsule de Mönchgut à l'abbaye d'Eldena.

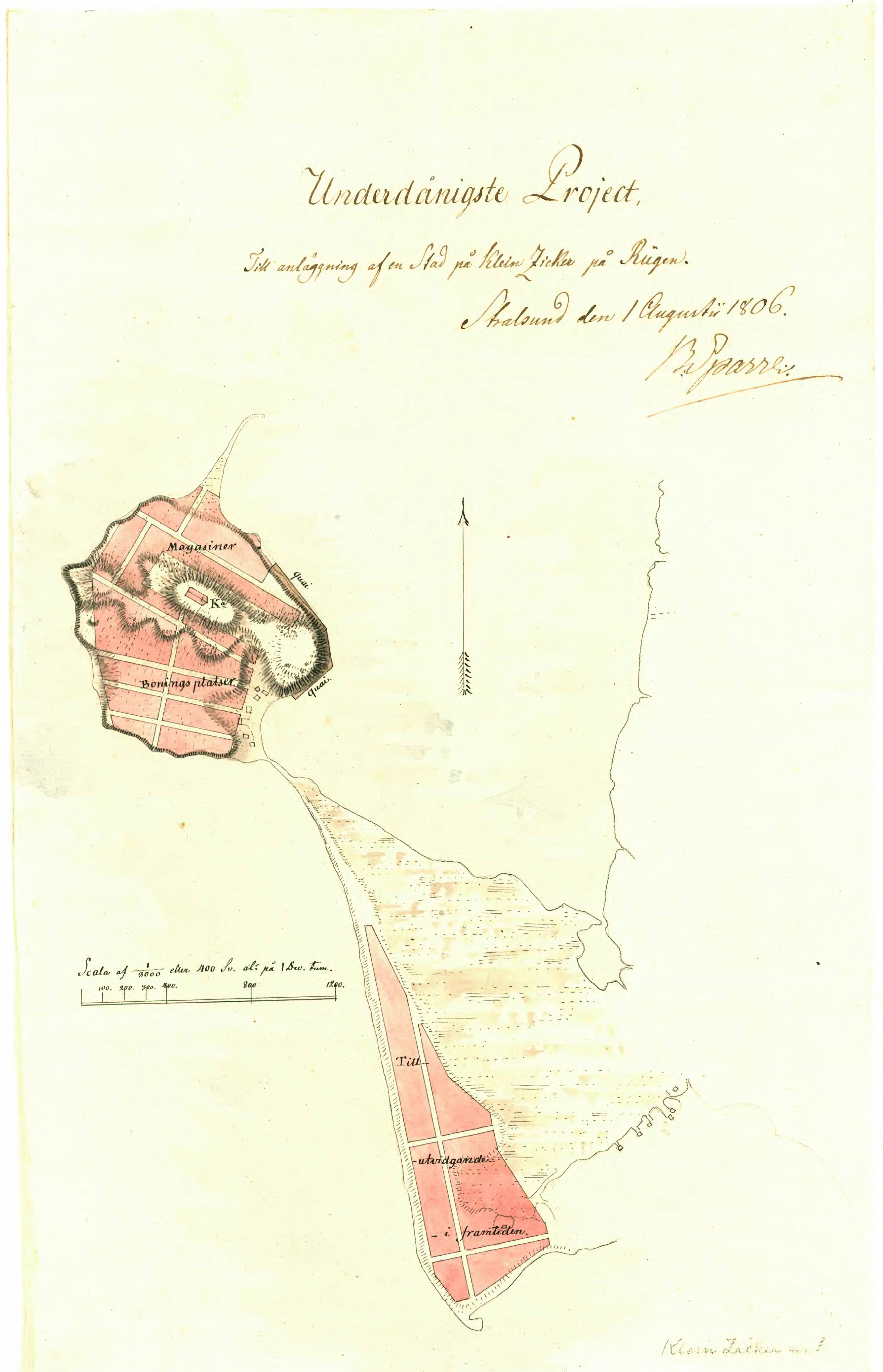
Projet du port et de la ville de Gustavia dans Klein Zicker

Durant la guerre de Trente Ans, le village est détruit. Durant l'occupation suédoise, au début du XVIIIe, l'armée se prépare à la grande guerre du Nord. Elle élève des fortifications pour défendre le bras de mer de Strelasund comme un Landwehr au nord du village. Elles sont détruites après la récupération par la Prusse en 1815.
Le 11 septembre 1806, le roi Gustave IV Adolphe de Suède ordonne la construction d'un port militaire, Gustavia. Le projet est interrompu avec l'invasion napoléonienne en 1807.
En 1854, le gouvernement prussien élève une tour d'observation. Elle est retirée en 1977. À la fin des années 1990, elle est reconstruite selon le modèle historique et ouverte au public en 2003.

## Personnalités liées à la commune
- Willy Dumrath (1888-1969), écrivain régionaliste né à Thiessow.
- Oswald Lübeck (1883-1935), photographe mort à Thiessow.

## Source, notes et références
- (de) Cet article est partiellement ou en totalité issu de l’article de Wikipédia en allemand intitulé « Thiessow » (voir la liste des auteurs).